# Champions (serie televisiva)
Champions è una serie televisiva statunitense ideata da Charlie Grandy e Mindy Kaling e trasmessa sulla NBC dall'8 marzo al 25 maggio 2018.
Il 29 giugno 2018, la serie è stata cancellata dopo una stagione.
In Italia, la serie è trasmessa sul canale di Mediaset Premium, Joi dal 27 agosto al 24 settembre 2018. In chiaro è stata trasmessa su Italia 1 dal 29 settembre 2018.

## Trama
Vince, un carismatico proprietario di una palestra, sta vivendo i sogni di ogni scapolo con il fratello minore Matthew a Brooklyn. Vive una vita semplice, risale a una serie infinita di donne, fino a quando Priya, sua ex fidanzata, non gli lascerà il figlio quindicenne Michael.

## Episodi
| Stagione       | Episodi | Prima TV USA | Prima TV Italia |
| -------------- | ------- | ------------ | --------------- |
| Prima stagione | 10      | 2018         | 2018            |

## Personaggi e interpreti

### Principali
- Vince Cook, interpretato da Anders Holm, doppiato da Francesco Pezzulli.
- Ruby, interpretata da Fortune Feimster, doppiata da Ilaria Giorgino.
- Matthew Cook, interpretato da Andy Favreau, doppiato da Marco Vivio.
- Michael Prashant Patel, interpretato da Josie Totah, doppiato da Lorenzo Crisci.
- Britney, interpretata da Mouzam Makkar, doppiata da Francesca Manicone.

### Ricorrenti
- Shabaz, interpretato da Yassir Lester
- Dana, interpretata da Ginger Gonzaga
- Zio Bud, interpretato da Robert Costanzo
- Priya Patel, interpretata da Mindy Kaling
- Gregg, interpretato da Kevin Quinn
- Decano Pasquesi, interpretato da Edgar Blackmon
- Asher, interpretato da Jon Rudnitsky

### Guest
- Ro, interpretato da Hasan Minhaj
- Arjun, interpretato da Karan Brar
- Gayle, interpretata da Carolyn Hennesy
- Denise, interpretata da Kether Donohue
- Sorella Timothy, interpretata da Aloma Wright

## Produzione

### Sviluppo
Il 5 ottobre 2016, venne annunciato che la NBC aveva dato una sceneggiatua senza titolo a Mindy Kaling e Charlie Grandy. Il progetto derivava da un accordo di sceneggiatura, di produzione e di recitazione che Kaling aveva firmato con la Universal Television durante l'estate precedente.
Il 26 gennaio 2017, NBC ordinò l'episodio pilota, mentre il 13 maggio dello stesso anno, ordinò una prima stagione di 10 episodi.

#### Cancellazione
Il 29 giugno 2018, la serie viene ufficialmente cancellata dalla rete a causa dei bassi ascolti. Qualche giorno prima della cancellazione, i produttori erano stati in trattativa con Netflix, che distribuisce la serie a livello internazionale, ma le discussioni alla fine non hanno portato a un rinnovo. Si dice che i produttori siano ancora alla ricerca di una potenziale nuova casa per la serie.

### Casting
Insieme all'annuncio dell'ordine dell'episodio pilota, venne confermato che Mindy Kaling sarebbe comparsa nella serie. Nel febbraio del 2017, venne annunciato che Mouzam Makkar, Anders Holm, Andy Favreau e Josie Totah, si erano uniti al cast principale. Il 6 marzo si unì anche Nina Wadia, seguita, il 6 ottobre da Fortune Feimster e il 13 dicembre da Ginger Gonzaga.

## Trasmissione internazionale
La serie è attualmente disponibile tramite Netflix nel Regno Unito, in Italia e in Irlanda.

## Accoglienza

### Ascolti
La serie non ha brillato negli ascolti, il primo episodio era stato seguito da 2.700.000 telespettatori, con un rating dello 0,7, ma proseguendo ha peggiorato arrivando al doppio episodio finale con 1.900.000 spettatori (0,4 di rating) nel nono episodio e 1.340.000 (0,3) nel decimo episodio, numeri molto bassi per la rete.

### Critica
La serie è stata accolta positivamente dalla critica, che ha principalmente lodato la performace di Josie Totah. Sull'aggregatore di recensioni Rotten Tomatoes ha un indice di gradimento del 67% con un voto medio di 6,23 su 10, basato su 18 recensioni, mentre su Metacritic ha un punteggio di 64 su 100, basato su 13 recensioni.
In una recensione positiva, David Wiegand del San Francisco Chronicle ha dichiarato: "Kaling e il co-creatore Grandy usano la trama come vetrina per una scrittura sempre divertente e le performance dolci e credibili del cast e, soprattutto, le eccezionali capacità di JJ Totah, che interpreta il figlio orgoglioso di Priya e Vince, Michael".